# Cistus novus
Cistus novus là một loài thực vật có hoa trong họ Nham mân khôi. Loài này được Rouy mô tả khoa học đầu tiên năm 1895.